# Olympische Winterspiele 1928/Teilnehmer (Österreich)
| Gelbes Symbol für Goldmedaillen mit stilisierten Olympischen Ringen | Graues Symbol für Silbermedaillen mit stilisierten Olympischen Ringen | Braundes Symbol für Bronzemedaillen mit stilisierten Olympischen Ringen |
| ------------------------------------------------------------------- | --------------------------------------------------------------------- | ----------------------------------------------------------------------- |
| —                                                                   | 3                                                                     | 1                                                                       |

Österreich nahm an den II. Olympischen Winterspielen 1928 in St. Moritz mit einer Delegation von 39 Athleten, davon 34 Männer und 5 Frauen, teil. Erstmals bestand das Aufgebot, neben den erfolgreichen Eiskunstläufern auch aus Sportlern aus den Bereichen Eisschnelllauf, Eishockey, Ski Nordisch und Skeleton.

## Medaillen

### Medaillenspiegel
| Rang   | Sportart     | Gold | Silber | Bronze | Gesamt |
| ------ | ------------ | ---- | ------ | ------ | ------ |
| 1      | Eiskunstlauf | —    | 3      | 1      | 4      |
| Gesamt | Gesamt       | —    | 3      | 1      | 4      |

| Name/n                       | Sportart     | Wettkampf |
| ---------------------------- | ------------ | --------- |
| Silber                       |              |           |
| Willy Böckl                  | Eiskunstlauf | Herren    |
| Friederike Burger            | Eiskunstlauf | Damen     |
| Otto Kaiser Lilly Scholz     | Eiskunstlauf | Paarlauf  |
| Bronze                       |              |           |
| Ludwig Wrede Melitta Brunner | Eiskunstlauf | Paarlauf  |

## Teilnehmer und Ergebnisse

### Bob
| Athleten                                                                  | Wettbewerb | Lauf 1     | Lauf 1 | Lauf 2     | Lauf 2 | Gesamt     | Gesamt |
| Athleten                                                                  | Wettbewerb | Zeit       | Rang   | Zeit       | Rang   | Zeit       | Rang   |
| ------------------------------------------------------------------------- | ---------- | ---------- | ------ | ---------- | ------ | ---------- | ------ |
| Gustav Mader Ferdinand Langer Franz Pamperl Walter Sehr Hugo Weinstengl   | Fünferbob  | 1:44,2 min | 14     | DSQ        | DSQ    | DSQ        | DSQ    |
| Franz Lorenz Benno Karner Richard Lorenz Franz Wohlgemuth Eduard Pechanda | Fünferbob  | 1:52,3 min | 23     | 1:49,7 min | 22     | 3:42,0 min | 22     |

Österreich I wurde disqualifiziert, weil sie ein Teammitglied verloren.
Reserveathleten waren F. Langer, L. Hasenknopf und O. Wenzel.

### Eishockey
| Athleten |                                     |
| Herbert Brück Walter Brück Jacques Dietrichstein Hans Ertl Josef Göbl Hans Kail Herbert Klang Ulrich Lederer Walter Sell Reginald Spevak Hans Tatzer Hermann Weiß |                                     |
| Vorrunde | Schweiz (4:4) Deutsches Reich (0:0) |
| Finalrunde | ausgeschieden                       |
| Rang | 6                                   |

### Eiskunstlauf
| Athleten                     | Wettbewerbe | Pflicht | Kür | Platzziffer | Gesamt  | Gesamt |
| Athleten                     | Wettbewerbe | Pflicht | Kür | Platzziffer | Punkte  | Rang   |
| ---------------------------- | ----------- | ------- | --- | ----------- | ------- | ------ |
| Willy Böckl                  | Herren      | 2       | 2   | 13          | 1625,50 | Silber |
| Karl Schäfer                 | Herren      | 6       | 4   | 35          | 1463,75 | 4      |
| Ludwig Wrede                 | Herren      | 10      | 6   | 53          | 1368,75 | 8      |
| Melitta Brunner              | Damen       | 7       | 9   | 48          | 2087,50 | 7      |
| Friederike Burger            | Damen       | 6       | 2   | 25          | 2248,50 | Silber |
| Ilse Hornung                 | Damen       | 10      | 7   | 54          | 2050,75 | 8      |
| Grete Kubitschek             | Damen       | 15      | 17  | 110         | 1778,50 | 17     |
| Otto Kaiser Lilly Scholz     | Paarlauf    | -       | -   | 17,0        | 100,50  | Silber |
| Ludwig Wrede Melitta Brunner | Paarlauf    | -       | -   | 29,0        | 93,25   | Bronze |

### Eisschnelllauf
| Athleten      | Wettbewerbe | Zeit        | Rang        |
| ------------- | ----------- | ----------- | ----------- |
| Fritz Moser   | 500 m       | 46,7 s      | 18          |
| Fritz Moser   | 1500 m      | 2:31,1 min  | 15          |
| Fritz Moser   | 5000 m      | 9:57,8 min  | 27          |
| Otto Polacsek | 500 m       | 47,5 s      | 21          |
| Otto Polacsek | 5000 m      | 9:08,9 min  | 8           |
| Otto Polacsek | 10.000 m    | abgebrochen | abgebrochen |
| Rudolf Riedl  | 500 m       | 49,1 s      | 24          |
| Rudolf Riedl  | 1500 m      | 2:37,8 min  | 21          |
| Rudolf Riedl  | 5000 m      | 9:53,5 min  | 26          |
| Rudolf Riedl  | 10.000 m    | abgebrochen | abgebrochen |

### Skeleton
| Athlet             | Lauf 1     | Lauf 1 | Lauf 2     | Lauf 2 | Lauf 3     | Lauf 3 | Gesamt     | Gesamt |
| Athlet             | Zeit       | Rang   | Zeit       | Rang   | Zeit       | Rang   | Zeit       | Rang   |
| ------------------ | ---------- | ------ | ---------- | ------ | ---------- | ------ | ---------- | ------ |
| Louis Hasenknopf   | 1:15,4 min | 9      | 1:10,9 min | 8      | 1:10,4 min | 8      | 3:36,7 min | 8      |
| Franz Unterlechner | 1:05,9 min | 8      | 1:03,4 min | 6      | 1:04,2 min | 6      | 3:13,5 min | 6      |

### Ski Nordisch
Österreichs Vertreter im Nordischen Skilauf waren die Brüder Harald und Fridtjof Paumgarten aus Graz, der Salzburger Heinz Hinterauer und Harald Bosio vom Landesskiverband für Wien und Niederösterreich. Die Olympischen Spiele standen für Österreichs nordische Sportler jedoch unter keinem guten Stern. Hinterauer konnte auf Grund einer Angina nicht an den Bewerben teilnehmen, der Steirer Fridtjof Paumgarten brach sich im Training zum Sprunglauf bei einem Sturz den Oberschenkel. Im Langlaufbewerb erlitt Harald Bosio einen Skibruch und musste gut im Rennen liegend aufgeben. Im Sprunglauf kam er mit Weiten von 51 und 52 Metern zumindest auf den 29. Platz. Einzig Harald Paumgarten blieb von Verletzungen und Missgeschicken verschont, konnte seine bis dahin gute Form jedoch bei den Bewerben nicht umsetzen.

#### Skilanglauf
| Athleten          | Wettbewerbe | Zeit      | Rang |
| ----------------- | ----------- | --------- | ---- |
| Harald Bosio      | 18 km       | DNF       | DNF  |
| Harald Paumgarten | 18 km       | 1:51,20 h | 17   |

#### Skispringen
| Athleten     | 1. Durchgang | 2. Durchgang | Gesamt | Gesamt |
| Athleten     | Weite        | Weite        | Punkte | Rang   |
| ------------ | ------------ | ------------ | ------ | ------ |
| Harald Bosio | 36,5 m       | 52,0 m       | 12,062 | 29     |

#### Nordische Kombination
| Athleten          | Skilanglauf | Skilanglauf | Skispringen | Punkte | Rang |
| Athleten          | Zeit        | Punkte      | Punkte      | Punkte | Rang |
| ----------------- | ----------- | ----------- | ----------- | ------ | ---- |
| Harald Paumgarten | 2:02,36 h   | 7,250       | 10,958      | 11,854 | 17   |